# Пресечена лопта (амерички фудбал)
Пресечена лопта (енгл. Interception), такође и интерсепшон, је један од начина да се изгуби лопта током игре у америчком фудбалу. Пресечена лопта је када приликом додавања играчу у нападу, одбрамбени играч пресече лопту у ваздуху и започне контранапад. У случају да лопта прво падне на тло приликом паса, онда се ради о некомплетном додавању.